# Ambatondrazaka
Ambatondrazaka   este un oraș  în  partea de est a Madagascarului. Este reședința regiunii Alaotra-Mangoro.